# Synedoida abrupta
Synedoida abrupta là một loài bướm đêm trong họ Erebidae.